# Europa Universalis (computerspelserie)
Europa Universalis is een reeks real-time strategy computerspellen ontwikkeld door het Zweedse Paradox Entertainment. Ze zijn gebaseerd op het gelijknamig bordspel van Philippe Thibault.

## Europa Universalis
Europa Universalis speelt zich af tussen de jaren 1444 - 1823 en zowat 100 (voornamelijk Europese) staten die tijdens deze periode bestonden zijn speelbaar. Het spel wordt gespeeld op een wereldkaart bestaande uit ongeveer 1500 provincies en de speler dient zijn land uit breiden door militaire en diplomatische middelen, exploratie, kolonisatie en handel.

## Europa Universalis II
Europa Universalis II speelt zich af tussen 1419 - 1819 en gebruikt dezelfde engine als zijn voorganger, maar onderscheidt zich door de toevoeging van enkele belangrijke nieuwe features.

## Europa Universalis III
Europa Universalis III speelt zich af vlak voor de Val van Constantinopel en gaat verder tot de Franse Revolutie en de Amerikaanse Onafhankelijkheidsoorlog.
In tegenstelling tot vorige delen van Europa Universalis, is Europa Universalis III compleet in 3D uitvoering. De nieuwe wereldkaart heeft 1700 land- en zeeprovincies, verder kan men kiezen uit 250 historische naties in het spel. Het spel is uitgekomen op 23 januari 2007 in de Verenigde Staten en op 2 februari 2007 in de Benelux.

## Europa Universalis IV
Europa Universalis IV speelt in hetzelfde tijdvak als Europa Universalis III.
Het verschil met zijn voorganger is dat de mensen van Paradox Interactive hard hebben gewerkt aan alle minpunten ervan zoals het grafische gedeelte.
Europa Universalis IV is op 13 augustus 2013 uitgekomen op Steam.

## Andere spellen die gebruikmaken van de EU engine
- Hearts of Iron, een WO2 spel dat zich afspeelt tussen 1936 - 1948
- Hearts of Iron II, het vervolg
- Victoria: An Empire Under the Sun speelt zich af tussen 1836 - 1920 en legt de nadruk op industrialisatie en economische ontwikkeling
- Crusader Kings, waarin men de controle neemt over een feodale dynastie tussen 1066 - 1453